# العلاقات الآيسلندية الفيجية
العلاقات الآيسلندية الفيجية هي العلاقات الثنائية التي تجمع بين آيسلندا وفيجي.

## مقارنة بين البلدين
هذه مقارنة عامة ومرجعية للدولتين:
| وجه المقارنة                                              | آيسلندا          | فيجي                                                                 |
| --------------------------------------------------------- | ---------------- | -------------------------------------------------------------------- |
| المساحة (كم2)                                             | 103.00 ألف       | 18.27 ألف                                                            |
| عدد السكان (نسمة)                                         | 317.35 ألف       | 915.30 ألف                                                           |
| الكثافة السكانية (ن./كم²)                                 | 3.08             | 50.1                                                                 |
| العاصمة                                                   | ريكيافيك         | سوفا                                                                 |
| اللغة الرسمية                                             | اللغة الآيسلندية | لغة إنجليزية، اللغة الفيجية، اللغة الفيجي الهندية، اللغة الهندستانية |
| العملة                                                    | كرونة آيسلندية   | دولار فيجي                                                           |
| الناتج المحلي الإجمالي (بليون دولار)                      | 23.91 مليار      | 5.06 مليار                                                           |
| الناتج المحلي الإجمالي (تعادل القوة الشرائية) بليون دولار | 15.79 مليار      | 8.32 مليار                                                           |
| الناتج المحلي الإجمالي الاسمي للفرد دولار أمريكي          | 50.17 ألف        | 4.96 ألف                                                             |
| الناتج المحلي الإجمالي للفرد دولار أمريكي                 | 46.55 ألف        | 8.79 ألف                                                             |
| مؤشر التنمية البشرية                                      | 0.899            | 0.727                                                                |
| رمز المكالمات الدولي                                      | +354             | +679                                                                 |
| رمز الإنترنت                                              | .is              | .fj                                                                  |
| المنطقة الزمنية                                           | 00، أوروبا/لندن ‏ | ت ع م+12:00                                                          |

## منظمات دولية مشتركة
يشترك البلدان في عضوية مجموعة من المنظمات الدولية، منها:
| علم المنظمة | اسم المنظمة                               | تاريخ انضمام آيسلندا | تاريخ انضمام فيجي |
| ----------- | ----------------------------------------- | -------------------- | ----------------- |
|             | المنظمة الهيدروغرافية الدولية             | ?                    | ?                 |
|             | الاتحاد البريدي العالمي                   | ?                    | ?                 |
|             | يونسكو                                    | 8 يونيو 1964         | 14 يوليو 1983     |
|             | البنك الدولي للإنشاء والتعمير             | 27 ديسمبر 1945       | 28 مايو 1971      |
|             | منظمة التجارة العالمية                    | ?                    | ?                 |
|             | وكالة ضمان الاستثمار متعدد الأطراف        | 25 سبتمبر 1998       | 24 سبتمبر 1990    |
|             | الاتحاد الدولي للاتصالات                  | 1 أكتوبر 1906        | 5 مايو 1971       |
|             | منظمة الشرطة الجنائية الدولية             | ?                    | ?                 |
|             | مؤسسة التمويل الدولية                     | 20 يوليو 1956        | 12 يوليو 1979     |
|             | الأمم المتحدة                             | 19 نوفمبر 1946       | 13 أكتوبر 1970    |
|             | مؤسسة التنمية الدولية                     | 19 مايو 1961         | 29 سبتمبر 1972    |
|             | منظمة حظر الأسلحة الكيميائية              | ?                    | ?                 |
|             | المركز الدولي لتسوية المنازعات الاستشارية | 14 أكتوبر 1966       | 10 سبتمبر 1977    |

## وصلات خارجية
- موقع وزارة الخارجية الآيسلندية
- موقع وزارة الخارجية الفيجية